# David Singmaster
David Breyer Singmaster (Ferguson, dicembre 1939 – 13 febbraio 2023) è stato un matematico statunitense, per anni professore di matematica presso la London South Bank University di Londra.
Singmaster possedeva una grande collezione di rompicapi meccanici e di libri sui rompicapi, e si descriveva come un metagrobologo. Divenne noto per essere stato uno dei primi promotori del cubo di Rubik. Il suo libro, Notes on Rubik's "Magic Cube", iniziato nel 1979 e pubblicato nel 1981, ha rappresentato la prima analisi matematica del rompicapo e conteneva uno dei primi metodi di risoluzione ad essere stati pubblicati; nel libro è stata sviluppata anche quella che è divenuta nota come notazione di Singmaster, una notazione usata per registrare le mosse compiute sul cubo di Rubik e che oggi rappresenta il metodo convenzionale utilizzato in tutto il mondo.

## Biografia
Singmaster venne a conoscenza del cubo di Rubik per la prima volta nell'agosto del 1978, quando ne vide uno (a quel tempo era una rarità) al Congresso internazionale dei matematici di Helsinki. Alcuni matematici presenti al congresso, tra cui John Conway e Roger Penrose ne possedevano già uno.
Singmaster, in seguito, entrò in possesso di un cubo di Rubik (scambiandolo per una copia di un libro di Maurits Cornelis Escher) e riuscì a risolverlo agli inizi del settembre 1978, dichiarando di aver impiegato "due settimane, [lavorandoci] di tanto in tanto" per trovare una soluzione generale del rompicapo. Singmaster mise a punto la notazione per registrare le mosse compiute sul cubo (adesso nota come notazione di Singmaster) nel dicembre del 1978. Nel giugno del 1979, scrisse uno dei primi articoli sul rompicapo per il periodico britannico The Observer.
Nell'ottobre 1979, Singmaster pubblicò Notes on Rubik's "Magic Cube", una raccolta di note sul cubo di Rubik che includeva una trattazione matematica del rompicapo e la possibilità di risolverlo sfruttando la teoria dei gruppi. La quinta edizione espansa del libro, intitolata Notes on Rubik's "Magic Cube" e pubblicata nell'agosto del 1980, conteneva i risultati delle sue corrispondenze con altri "cubologi" ed includeva dettagli sui monotwist, U-flip, grafi di Cayley e prodotti intrecciati. Il libro conteneva la sua "soluzione passo passo" per il cubo, considerata la tecnica pionieristica per il metodo di risoluzione che oggi è chiamato "soluzione a strati".
Singmaster è morto nel febbraio del 2023.

## Vita privata
Si sposò due volte e con la seconda moglie adottò nel 1976 una bambina, Jessica.

## Pubblicazioni

### Libri
- David Singmaster, Notes on Rubik's "Magic Cube", Enslow Publishing, 1981, ISBN 0-89490-043-9.
- David Singmaster e Alexander H. Frey, Handbook of Cubik Math, The Lutterworth Press, 1982, ISBN 0-7188-2555-1.
- Ernő Rubik et al., Rubik's Cubic Compendium, Oxford University Press, 1987, ISBN 0-19-853202-4. Introduzione e conclusione a cura di David Singmaster.
- David Singmaster, Jerry Slocum, Wei-Hwa Huang, Dieter Gebhardt, Geert Hellings e Ernő Rubik, The Cube: The Ultimate Guide to the World's Bestselling Puzzle, Black Dog & Leventhal Publishers, 2009, ISBN 1-57912-805-X.
- David Singmaster, Problems for Metagrobologists, World Scientific Publishing Company, 2016, ISBN 981-4663-63-8.

### Opere di riferimento
- David Singmaster, Chronology of Recreational Mathematics, 1996.
- David Singmaster, Chronology of Computing, University of Applied Sciences di Darmstadt, 2000 (disponibile online).
- David Singmaster, Sources in Recreational Mathematics: An Annotated Bibliography, South Bank University, 2004 (disponibile online).
- David Singmaster, Mathematical Gazetteer of the British Isles, The British Society for the History of Mathematics, 2012 (disponibile online).

### Newsletter
- Cubic Circular, una rivista pubblicata tra gli anni 1981 e 1985 da David Singmaster.[12]

### Articoli
- (EN) David Singmaster, Moral and Mathematical Lessons from a Rubik Cube [collegamento interrotto], in New Scientist, 23/30 dicembre 1982.
- (EN) David Singmaster, The Unreasonable Utility of Recreational Mathematics, in First European Congress of Mathematics, luglio 1992. URL consultato il 9 luglio 2018 (archiviato dall'url originale il 7 febbraio 2002).
- (EN) David Singmaster e Andrew Southern, Solution to Meffert's Pyramorphix, in Meffert's Puzzles, 15 maggio 1997. URL consultato il 9 luglio 2018 (archiviato dall'url originale il 6 maggio 2021).